# Andreas Acrivos

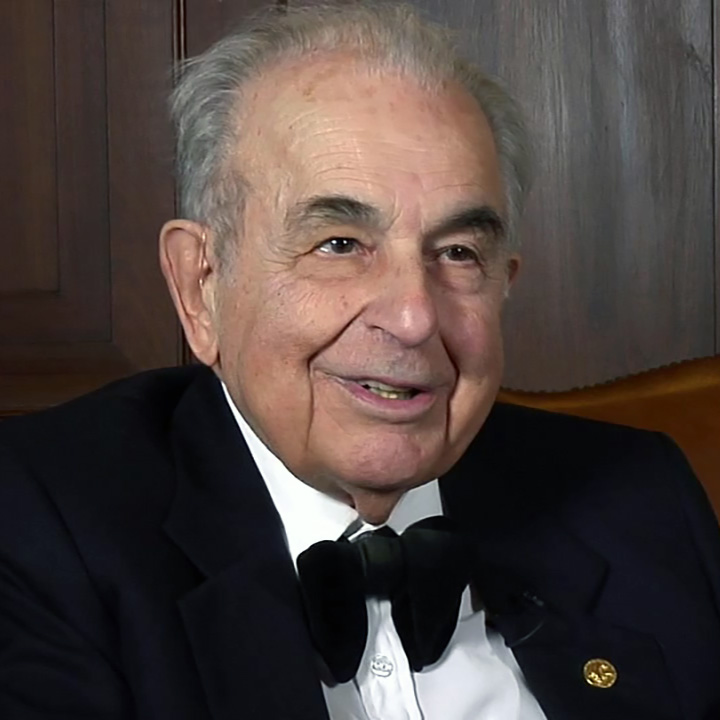
Andreas Acrivos

Andreas Acrivos (* 13. Juni 1928 in Athen; † 17. Februar 2025 in Stanford) war ein griechisch-US-amerikanischer Ingenieurwissenschaftler und Chemieingenieur, der sich mit Hydrodynamik befasst.

## Leben
Acrivos ging zur Ausbildung in die USA und erwarb seinen Bachelor-Abschluss an der Syracuse University 1950 und seinen Master-Abschluss an der University of Minnesota, an der er 1954 als Chemieingenieur promoviert wurde. Danach war er Assistant Professor und ab 1959 Associate Professor an der University of California, Berkeley und ab 1962 Professor an der Stanford University, an der er 2000 emeritierte. 1988 wurde er Albert Einstein Professor of Science and Engineering am City College der City University of New York als Nachfolger von Benjamin Levich. Er war dort am Benjamin Levich Institute for Physico-Chemical Hydrodynamics.
Er erhielt 2001 die National Medal of Science, 1984 den Warren K. Lewis Award des American Institute of Chemical Engineers, 1994 die Bingham Medal der Society of Rheology, 1988 die G. I. Taylor Medal, 1999 den Award of Excellence in Science and Engineering des New Yorker Bürgermeisters und 1991 den Hydrodynamik-Preis der American Physical Society. Er war Fellow der National Academy of Sciences, der American Academy of Arts and Sciences (1993), der American Physical Society, des American Institute of Chemical Engineers und der National Academy of Engineering (1977). 1959 und 1976 war er Guggenheim Fellow. 2011 wurde er korrespondierendes Mitglied der Athener Akademie. Er war siebenfacher Ehrendoktor.
Zu seinen Doktoranden gehört Gary Leal.

## Schriften
- Herausgeber: Modern Chemical Engineering: Physical Operations, New York: Reinhold 1963